# Ralph Levy
Ralph Levy (* 18. Dezember 1919 in Philadelphia, Pennsylvania; † 15. Oktober 2001 in Santa Fe, New Mexico) war ein US-amerikanischer Filmregisseur und Fernsehproduzent, der vor allem für seine Kinofilme Zwei erfolgreiche Verführer und Bitte nicht stören! bekannt wurde.

## Leben und Karriere
Ralph Levy, geboren 1919 in Philadelphia, war der Sohn eines Rechtsanwalts. Levy fühlte sich schon früh zu Theater und Film hingezogen, beugte sich aber der Familientradition und erwarb einen Abschluss an der Yale University in New Haven (Connecticut). Nach seinem Armeedienst arbeitete er zuerst bei der CBS als Sportdirektor im Madison Square Garden und später als Manager der Masine Ballet Company. Anschließend zog es ihn zum Fernsehen, wo er gemeinsam mit dem Schauspieler Ed Wynn im Jahr 1949 an der Westküste als Produzent für Fernseh-Live-Shows in Erscheinung trat. Von 1950 bis 1953 produzierte er 72 Folgen der George Burns und Gracie Allen Show. Danach arbeitete er auch zehn Jahre als Produzent für Jack Benny für dessen Show The Jack Benny Program.
Levy inszenierte in seiner Karriere zahlreiche Fernsehfilme und Episoden von Serien. 1960 erhielt er den Emmy in der Kategorie Outstanding Directorial Achievement in Comedy den er sich mit Bud Yorkin teilte. Zwischen 1944 und 1990 hatte er mit kontinuierlichem Fleiß und einer bemerkenswerten Disziplin bei zahlreichen Episoden populärer US-amerikanischer TV-Serien Regie geführt, unter anderem in: Missus Goes A-Shopping (1944), The Ed Wynn Show (1949–1950), The George Burns and Gracie Allen Show (1950–1954), The Jack Benny Program (1951–1961), Shower of Stars (1954–1957), The Beverly Hillbillies (1962–1968), From a Bird's Eye View (1970–1971), Hawaii Fünf-Null (1978–1980) oder Trapper John, M.D. (1980). 1990 inszenierte er mit der Pilotfolge I Love Lucy: The Very First Show seine letzte Arbeit für das Fernsehen.
Sein Kinofilmdebüt gab er im Jahre 1964 mit der Komödie Zwei erfolgreiche Verführer mit Marlon Brando und David Niven in den Hauptrollen. Ein Jahr später drehte er mit der Schauspielerin Doris Day den Film Bitte nicht stören!. An ihrer Seite spielten Rod Taylor und Sergio Fantoni. 
Ralph Levy verstarb am 15. Oktober 2001 nach längerer Krankheit im Alter von 81 Jahren im St. Vincent's Hospital in Santa Fe im Bundesstaat New Mexico.

## Auszeichnungen
- 1960: Emmy in der Kategorie Outstanding Directorial Achievement in Comedy für The Jack Benny Program zusammen mit Bud Yorkin

## Filmografie (Auswahl)

### Regisseur
Kino
- 1964: Zwei erfolgreiche Verführer (Bedtime Story)
- 1965: Bitte nicht stören! (Do Not Disturb)

Fernsehen
- 1944: Missus Goes A-Shopping (Fernsehserie, 1 Episode)
- 1948: Winner Take All (Fernsehserie, 1 Episode)
- 1948: The Eyes Have It (Fernsehserie, 1 Episode)
- 1948: Places, Places, Places (Fernsehserie, 1 Episode)
- 1949: Campus Corner (Fernsehserie, 1 Episode)
- 1949: The Fifty-Fourth Street Revue (Fernsehserie, 1 Episode)
- 1949–1950: The Ed Wynn Show (Fernsehserie, 9 Episoden)
- 1950: The Alan Young Show (Fernsehserie, 2 Episoden)
- 1950–1954: The George Burns and Gracie Allen Show (Fernsehserie, 74 Episoden)
- 1951: I Love Lucy (Fernsehserie, 1 Episode)
- 1951: The Dennis James Show (Fernsehserie, 1 Episode)
- 1951–1961: The Jack Benny Program (Fernsehserie, 64 Episoden)
- 1952: Life with Luigi (Fernsehserie, 1 Episode)
- 1952: Stars in the Eye (Fernsehfilm)
- 1953: Omnibus (Fernsehserie, 1 Episode)
- 1954: General Foods 25th Anniversary Show: A Salute to Rodgers and Hammerstein (Fernsehfilm)
- 1954–1957: Shower of Stars (Fernsehserie, 6 Episoden)
- 1955: The Easter Seal Teleparade of Stars (Fernsehfilm)
- 1957: Playhouse 90 (Fernsehserie, 1 Episode)
- 1959: The Jack Benny Hour (Fernsehfilm)
- 1961: The Bob Newhart Show (Fernsehserie, 1 Episode)
- 1962–1968: The Beverly Hillbillies (Fernsehserie, 3 Episoden)
- 1963: Harry's Girls (Fernsehserie, 1 Episode)
- 1964–1969: Petticoat Junction (Fernsehserie, 50 Episoden)
- 1965: Green Acres (Fernsehserie, 2 Episoden)
- 1965: The Jack Benny Hour (Fernsehfilm)
- 1967: Im wilden Westen (Fernsehserie, 1 Episode)
- 1967: The Pruitts of Southampton (Fernsehserie, 1 Episode)
- 1967: Vacation Playhouse (Fernsehserie, 1 Episode)
- 1970–1971: From a Bird's Eye View (Fernsehserie, 12 Episoden)
- 1971: Shirley's World (Fernsehserie, 4 Episoden)
- 1978–1980: Hawaii Fünf-Null (Fernsehserie, 4 Episoden)
- 1979: Detective School (Fernsehserie, 1 Episode)
- 1980: Trapper John, M.D. (Fernsehserie, 1 Episode)
- 1990: I Love Lucy: The Very First Show (Fernsehfilm)

### Produzent
- 1944: Missus Goes A-Shopping (Fernsehserie, 1 Episode)
- 1949: Campus Corner (Fernsehserie, 1 Episode)
- 1950–1951: The Alan Young Show (Fernsehserie, 4 Episoden)
- 1950–1953: The George Burns and Gracie Allen Show (Fernsehserie, 72 Episoden)
- 1951: The Dennis James Show (Fernsehserie, 1 Episode)
- 1951–1961: The Jack Benny Program (Fernsehserie, 44 Episoden)
- 1952: Stars in the Eye (Fernsehfilm)
- 1954: General Foods 25th Anniversary Show: A Salute to Rodgers and Hammerstein (Fernsehfilm)
- 1954–1957: Shower of Stars (Fernsehserie, 4 Episoden)
- 1957: Playhouse 90 (Fernsehserie, 1 Episode)
- 1959: The Jack Benny Hour (Fernsehfilm)
- 1961: The Bob Newhart Show (Fernsehserie, 5 Episoden)